# مونس (فیلم)
مونس عنوان فیلمی سینمایی به کارگردانی حمید رخشانی است که در سال ۱۳۷۹ ساخته شد؛ و در خرداد ۱۳۸۰ بر روی پردهٔ سینما رفت.

## خلاصه داستان
مردی به نام پیمان، پس از تحمل چهار سال زندانی آزاد می‌شود، او بعد از آزادی به دنبال همسرش مونس و دخترش الهام می‌گردد و…

## بازیگران
| بازیگر             | نقش           |
| امین حیایی         | پیمان مقدم    |
| محمدرضا شریفی‌نیا   | ستار          |
| نیلوفر خوش خلق     | زیبا مقدم     |
| زهرا محمودی        | مونس نفیسی    |
| جمشید اسماعیل خانی | پرویز بارکاهی |
| رضا رخشانی         | دکتر          |
| فرهاد حمیدی        | نعمت الله     |

## جشنواره‌ها
این فیلم در چهارمین دوره جشن خانهٔ سینما (۱۳۷۹) در بخش مسابقه ـ عکس و در پنجمین دوره جشن خانه سینما (۱۳۸۰) در بخش پوستر (اعلان دیواری) حضور داشته‌است.